# Space dyeing

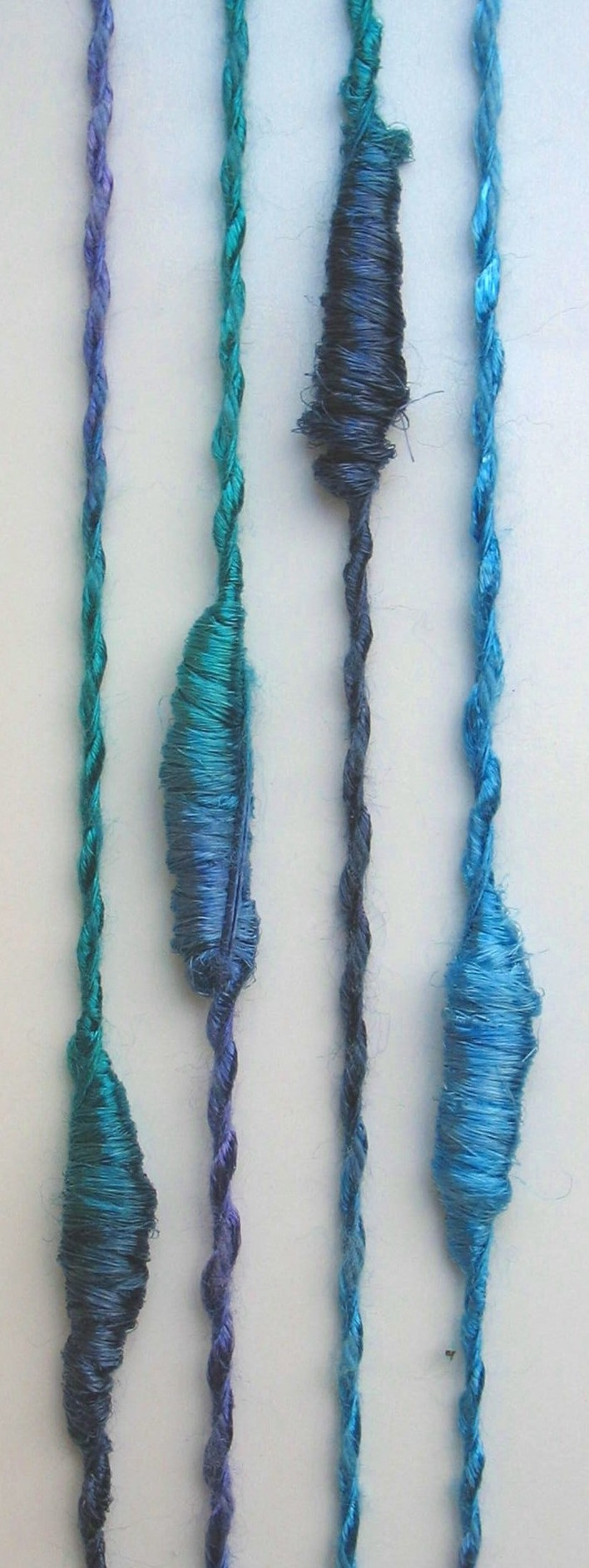
Příze na ruční pletení barvená technologií space dyeing

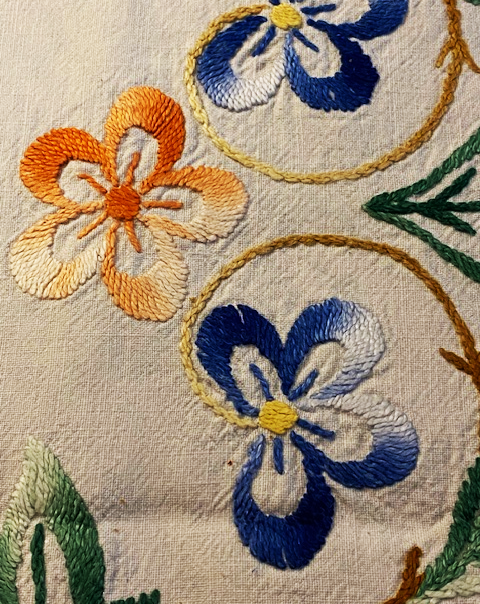
Detail vzoru vyšívaného s odstíněnými barvami nití

Space dyeing je technologie barvení resp. potiskování částí textilie za účelem vytváření efektů v různých odstínech a druzích barev.
Pro označení space dyeing není známý žádný překlad z angličtiny ani v češtině ani v jiných jazycích.

## Způsoby barvení a potiskování
- Space dyeing je v užším smyslu potiskování pletené hadice (nejčastěji s průměrem cca 8 cm), která se rozplete a zpracovává po partiích hlavně jako vlasová příze ve všívaných textiliích, zejména ve spojení se scrollovou technikou.

Tento způsob je výhodný pro barvení filamentů, u staplových přízí může dojít k potížím při rozplétání (chlupacení).
- Osnova se odvíjí z válu, prochází několika páry válců, které ji potiskují nebo barví v různých intervalech. Po fixaci a sušení se jednotlivé nití navíjí na cívky.

Také tato metoda se často používá u přízí na tufting.
- Postupné (krátkodobé) namáčení přaden nebo pletených oděvů v barvicí lázni se zpravidla řadí také k technologii space dyeing a sice pod označením dip dyeing[2]

- Namáčení přaden zčásti zakrytých (plastikovým) obalem v barvicí lázni se nazývá clip dyeing.

Příze barvené v přadenech se používají na ruční pletení, strojní pletení aj.
- Od space dyeing je odvozeno tzv. spektrální barvení,[6] které spočívá ve vstřikování různých (až osmi) barev do příze navinuté na (křížem soukaných) cívkách.
- Barvení příze na způsob space dyeing se dá provádět i jako hobby, např. barvením v mikrovlnné troubě[7] nebo jako duhové barvení (rainbow dyeing)[8]